# Joe Schleimer
Joseph „Joe” Schleimer (ur. 31 maja 1909 w Mississauga, zm. 23 listopada 1988 tamże) – kanadyjski zapaśnik walczący w stylu wolnym. Brązowy medalista olimpijski z Berlina 1936, w wadze półśredniej, w stylu wolnym.
Złoty medalista igrzysk Imperium Brytyjskiego w 1934 roku.

## Letnie Igrzyska Olimpijskie 1936
| Konkurencja      | Rundy eliminacyjne   | Rundy eliminacyjne  | Rundy eliminacyjne  | Rundy eliminacyjne  | Rundy eliminacyjne | Rundy eliminacyjne      | Klas. końcowa |
| Konkurencja      | Przeciwnik I         | Przeciwnik II       | Przeciwnik III      | Przeciwnik IV       | Przeciwnik V       | Przeciwnik VI           | Miejsce       |
| ---------------- | -------------------- | ------------------- | ------------------- | ------------------- | ------------------ | ----------------------- | ------------- |
| 72 kg styl wolny | Rashid Anwar (IND) Z | Frank Lewis (USA) P | Julien Beke (BEL) Z | Willy Angst (SUI) Z | wolny los Z        | Thure Andersson (SWE) P | 3.            |